# Vasile Butnaru
Vasile Butnaru (n. 8 februarie 1959) este un fost politician român, membru al Parlamentului României în legislatura 2004-2008. Vasile Butnaru a fost ales pe listele PSD și a fost validat pe data de 19 decembrie 2007 când a înlocuit pe deputata Gabriela Crețu.